# Floralba Rondi
Pour les articles homonymes, voir Rondi.
Luigia Rosina Rondi, en religion sœur Floralba Rondi, née le 10 décembre 1924 à Pedrengo en Italie, morte le 25 avril 1995 à Mosango (ceb) en République démocratique du Congo, est une religieuse et infirmière italienne.
« Martyre de la charité » en contractant la maladie Ebola auprès de ceux qu'elle soignait, elle est reconnue vénérable par le pape François en 2021. Elle est fêtée le 25 avril.

## Biographie
Luigia Rosina Rondi naît le 10 décembre 1924 à Pedrengo en Italie,. Elle est d'une famille modeste. Orpheline de mère à quinze ans, elle s'occupe alors de la maison. Dès sa jeunesse, Luigia Rondi ressent le désir de devenir religieuse et missionnaire.
Elle entre chez les Sœurs des pauvres de Bergame, et y prononce ses vœux religieux sous le nom de « sœur Floralba ». Elle est choisie en 1952 pour être du premier groupe de religieuses de son ordre envoyées au Congo belge de l'époque. Elle y sert pendant quarante-trois ans, en tant qu'infirmière puis infirmière-chef,.
Sœur Floralba collabore à l'opération d'un patient atteint d'une maladie grave et inconnue, qui s'avérera être la maladie à virus Ebola. Atteinte à son tour, elle en meurt à 71 ans le 25 avril 1995, à Mosango, situé à 120 km à l'ouest de Kikwit qui est alors l'épicentre d'Ebola dans le pays.

## Procédure en béatification
La procédure pour la béatification éventuelle de sœur Floralba Rondi est ouverte le 28 avril 2013 au niveau du diocèse de Kikwit et reçoit la même année l'avis du Saint-Siège indiquant que rien ne s'oppose à cette enquête. Une autre enquête diocésaine est ouverte dans le diocèse de Bergame. Les enquêtes diocésaines sont closes en 2014. Le dossier est transmis à Rome auprès de la Congrégation pour les causes des saints.
La Positio sur les vertus de sœur Floralba Rondi est terminée en février 2018 et examinée en juin 2020 par la commission théologique.
Le pape François approuve le 20 février 2021 la reconnaissance de l'héroïcité de ses vertus et la reconnaît ainsi vénérable,,. Sa fête est le 25 avril.